# Praça Getúlio Vargas (Nova Friburgo)
A Praça Getúlio Vargas é a principal praça da cidade de Nova Friburgo. A praça se localiza no bairro do Centro da Cidade, sendo vizinha a logradouros importantes como a Praça Demerval Barbosa Moreira, a Rua Farinha Filho, Rua Ernesto Brasílio, a Rua Major Augusto Marques Braga, a Rua Dante Laginestra, a Rua Portugal, a Rua Galeano das Neves, a Rua Luís Spinelli e a Rua Monsenhor Miranda. É tombada pelo IPHAN como patrimônio nacional.
É considerada um agradável recanto dentro da área urbana, caracterizado pela presença de grandes eucaliptos centenários, utilizados na época para ajudarem na drenagem do local, além da presença de outras plantas, um parquinho infantil e um chafariz. Nela também fica a Estação de Integração Rodoviária, operada pela empresa Friburgo Auto Ônibus Ltda, que possibilita ao usuário do transporte urbano transferir-se para um outro ônibus sem a necessidade de pagar por uma nova passagem.
Nos finais de semana, é comum ver na praça barracas de artesanato e, aos domingos, algumas senhoras trazem os seus deliciosos doces caseiros para oferecer aos turistas. Importante destacar que no local e nas suas proximidades situam-se também o Centro de Artes, o prédio dos Correios, o Fórum antigo, a Usina Cultural da Companhia de Eletricidade de Nova Friburgo, agências do Unibanco, Itaú, Bradesco, HSBC, Banco Real e Banco do Brasil, além de lojas, restaurantes, um shopping center e edifícios residenciais, assim como a sede da emissora de TV SBT Nova Friburgo.
Tal como em várias cidades brasileiras, o seu nome é uma homenagem ao presidente Getúlio Vargas. É um local histórico, com casarões antigos. Nela se encontram importantes monumentos históricos, que narram a história da cidade, tais como:
- Busto de Getúlio Vargas,
- A imagem de São Cristóvão
- A imagem de Vergillius
- Uma placa em homenagem a geminação entre Nova Friburgo e Santo Tirso(Portugal);
- O Kinen-Ri (em homenagem ao cinquentenário da imigração japonesa na cidade, pela família Kassuga);
- Homenagem a Elizete Cardoso;
- Estátua de Alberto Braune;
- Marco da altitude média do centro da cidade(846,122 m);

## Galeria

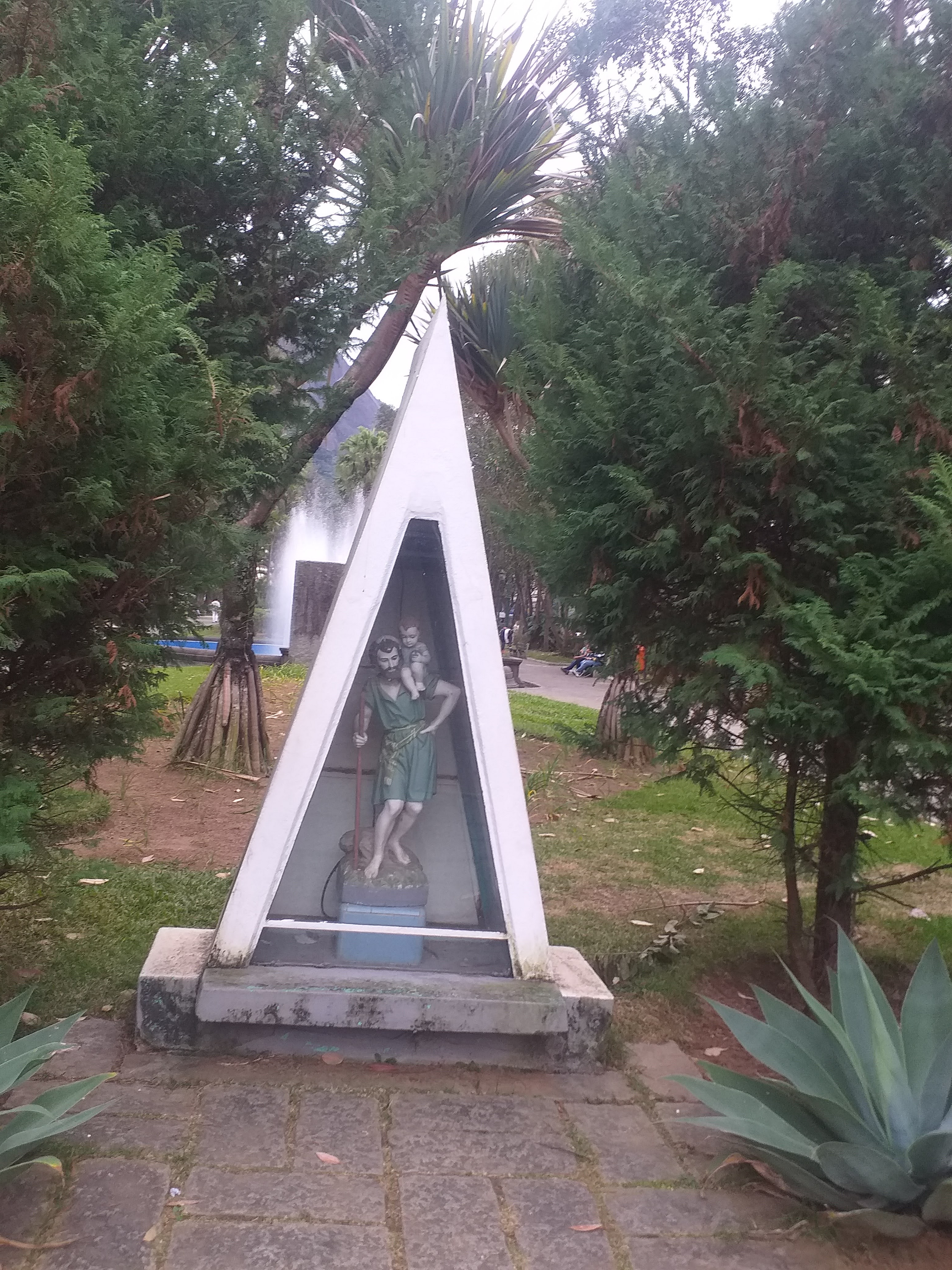
Imagem de Cristóvão da Lícia
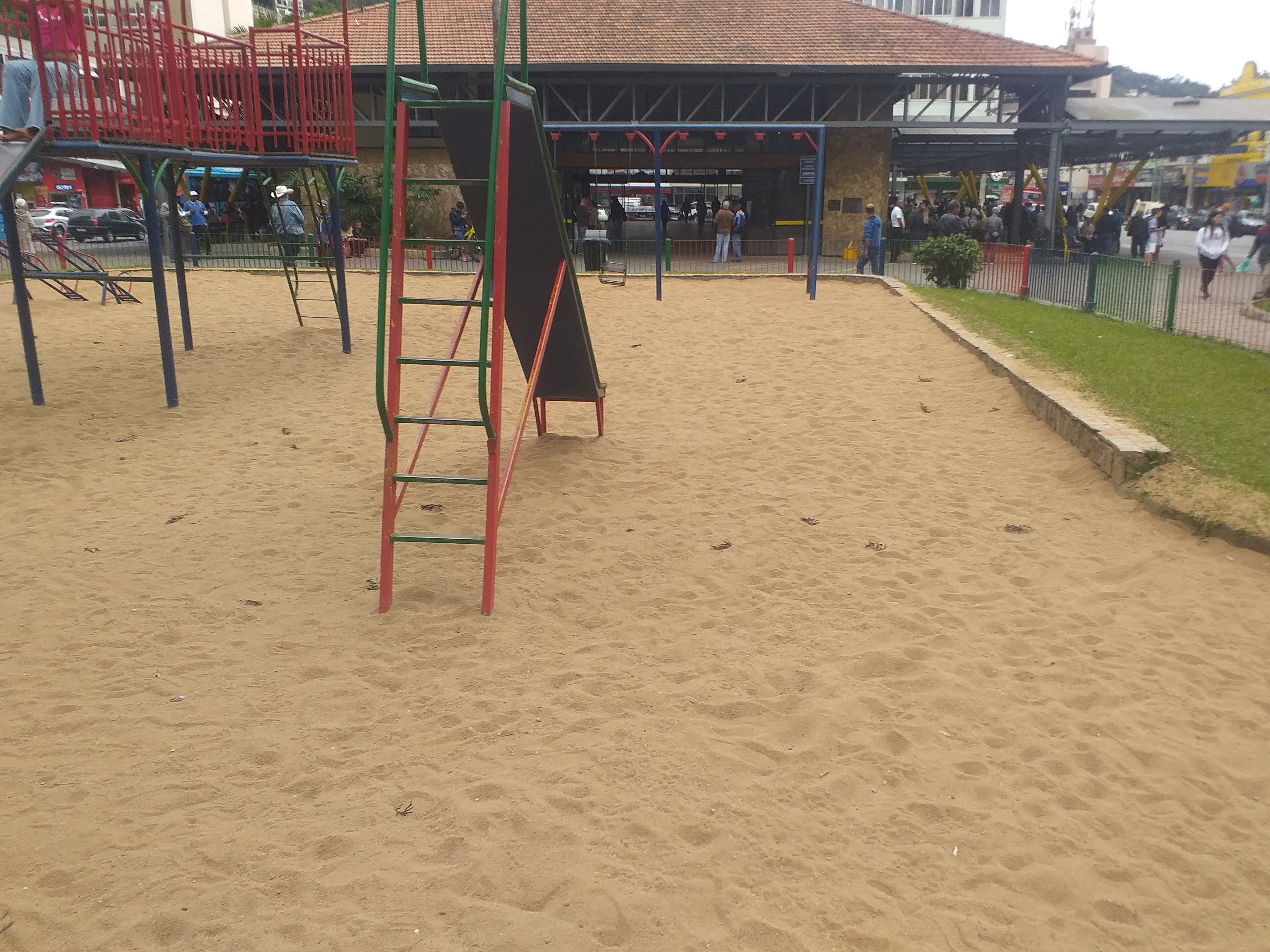
Parquinho
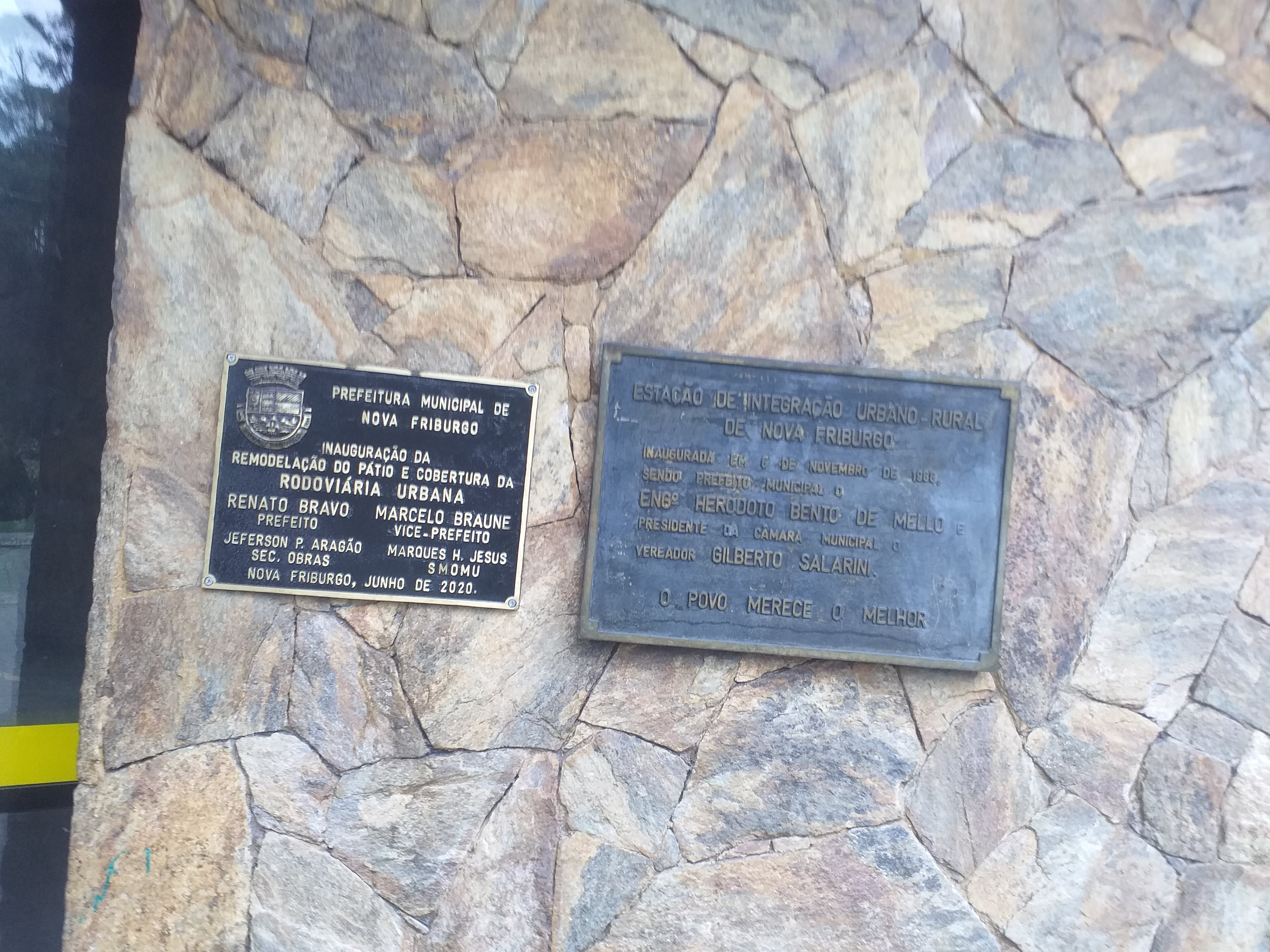
Placa da rodoviária da praça Getúlio Vargas
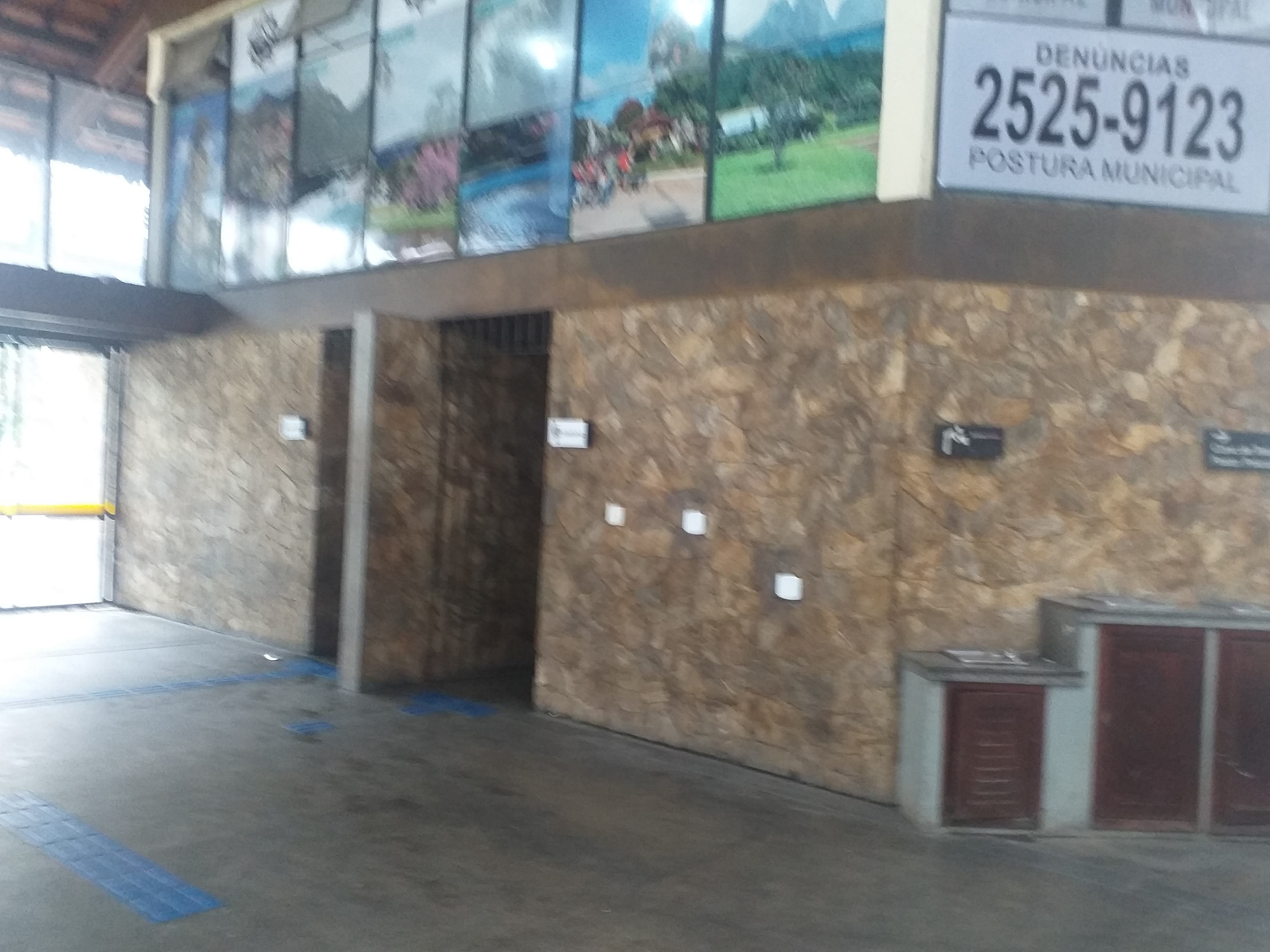
Rodoviária
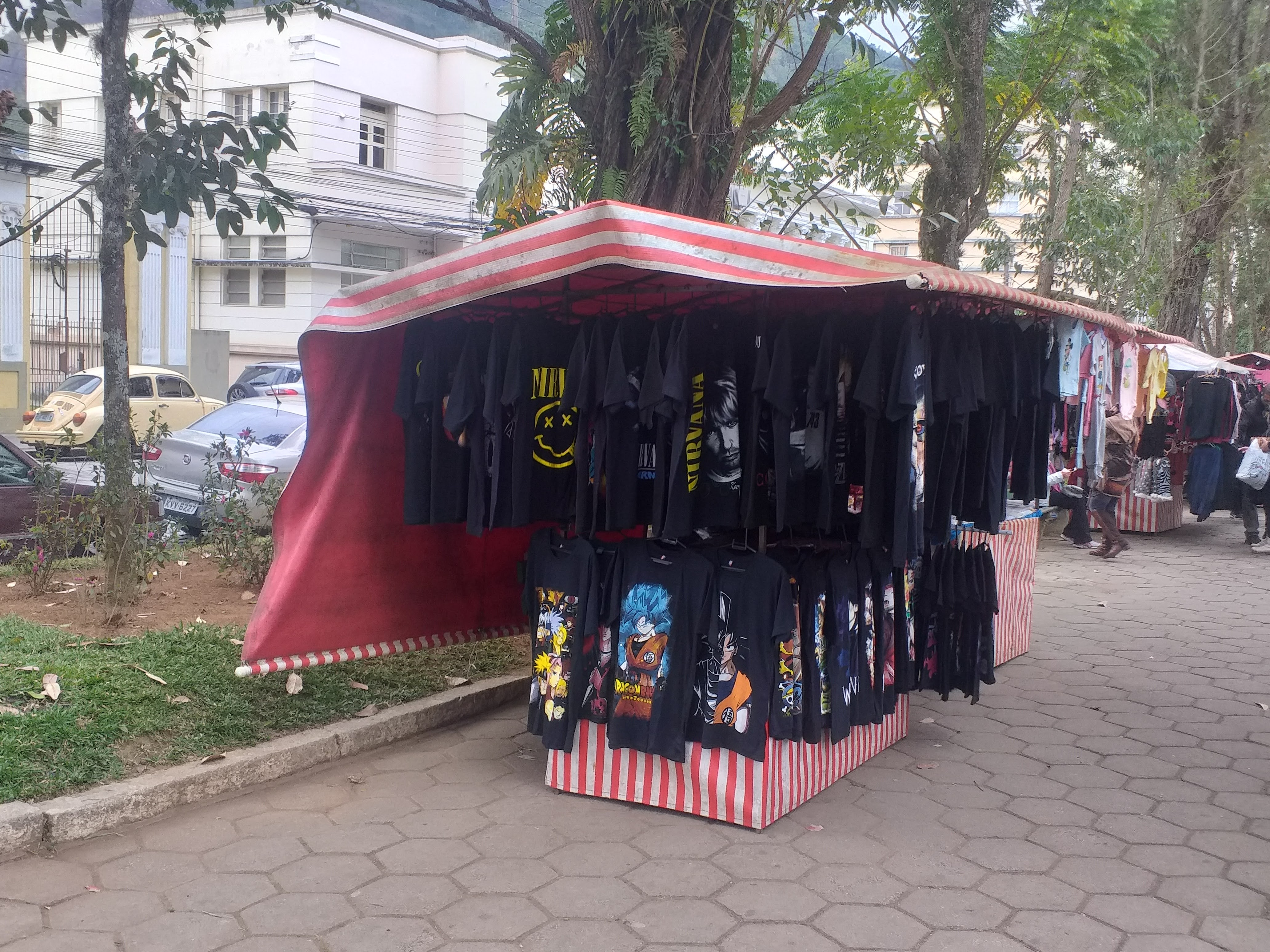
Feira de camisa de bandas, animes, filmes e séries
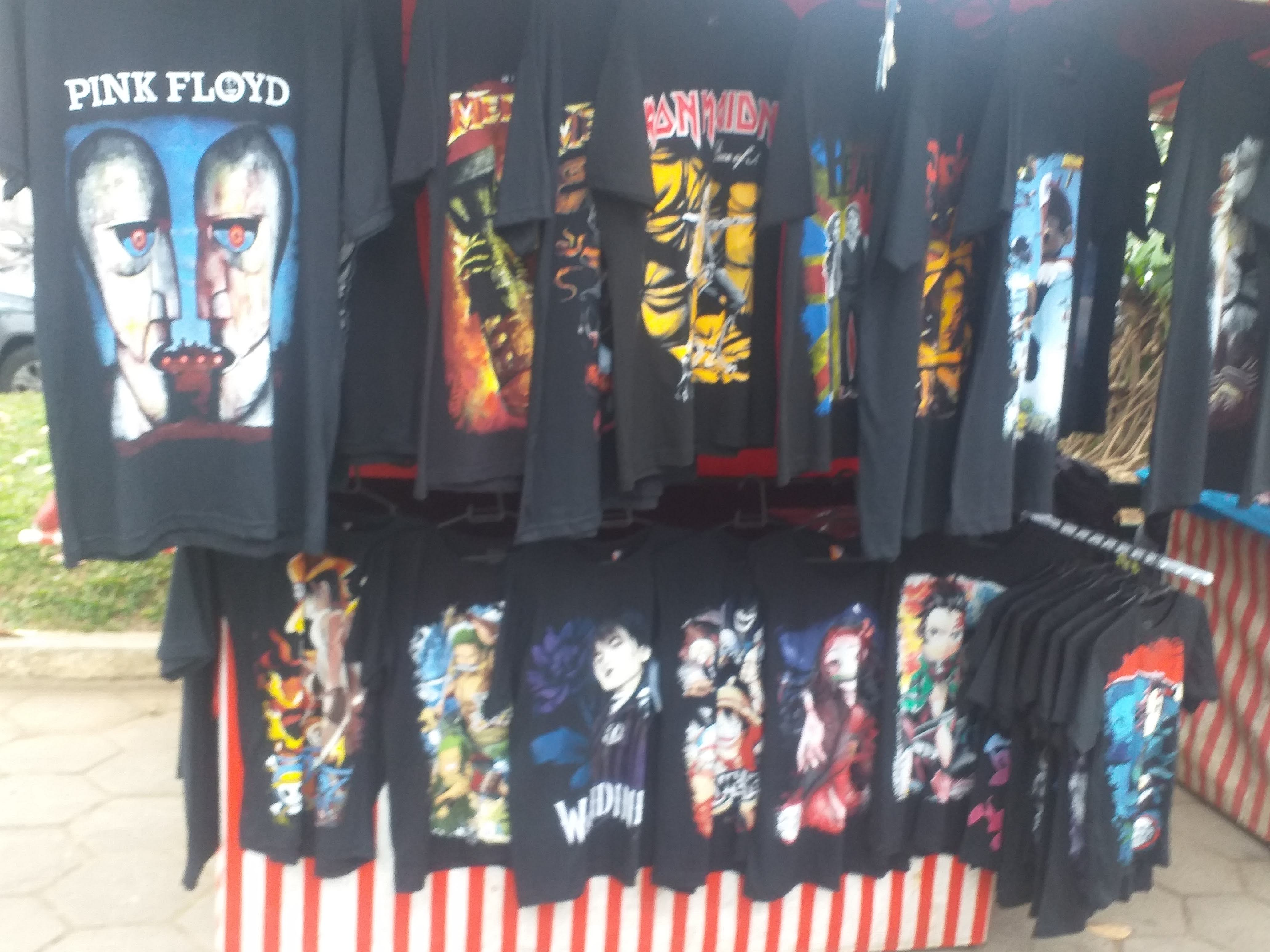
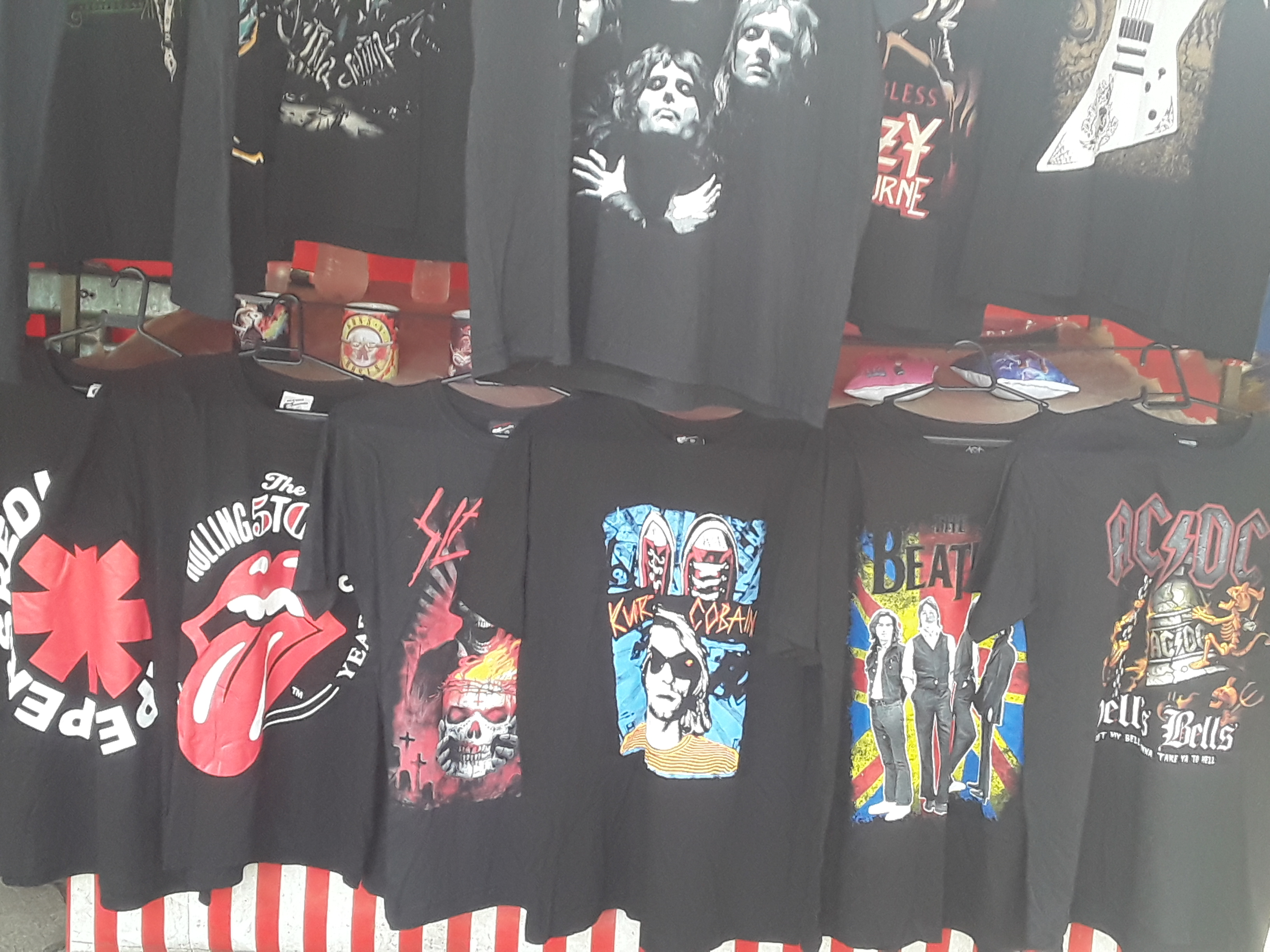
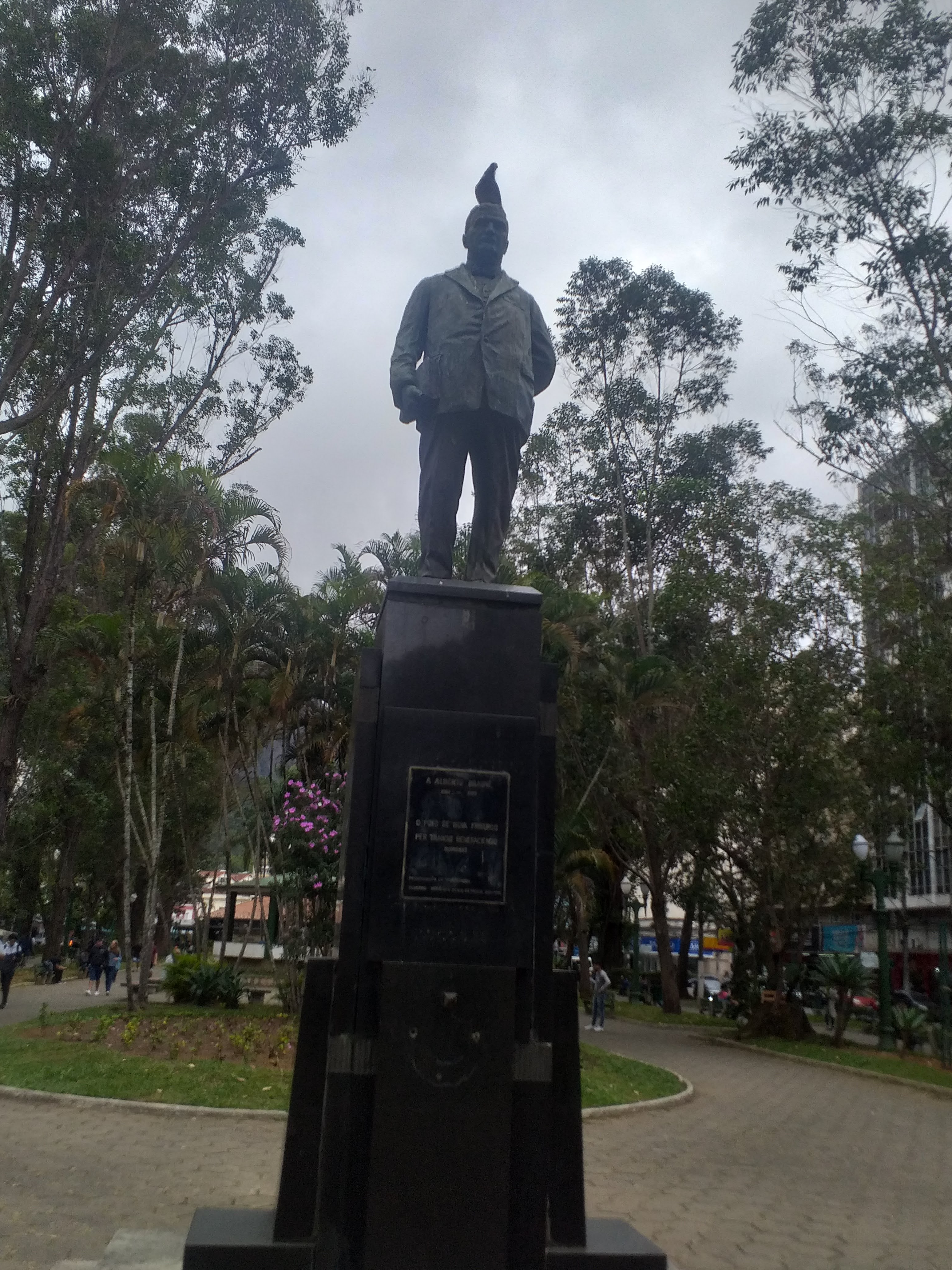
Estatua de Alberto Braune